# ريتشارد غروسمان (عازف جاز)
ريتشارد غروسمان (بالإنجليزية: Richard Grossman)‏ هو عازف جاز أمريكي، ولد في 1937 في نيويورك في الولايات المتحدة، وتوفي في 1 أكتوبر 1992.

## وصلات خارجية
- ريتشارد غروسمان على موقع IMDb (الإنجليزية)
- ريتشارد غروسمان على موقع ميوزك برينز (الإنجليزية)
- ريتشارد غروسمان على موقع أول ميوزيك (الإنجليزية)
- ريتشارد غروسمان على موقع ديسكوغز (الإنجليزية)